# Santuario della Madonna del Carmine (Sorrento)
Il santuario della Madonna del Carmine è una chiesa monumentale di Sorrento, situata nel centro storico: edificata nel III secolo è stata ricostruita nel XVI secolo.

## Storia
Una primitiva chiesa, come testimoniato da alcuni atti notarili, venne costruita intorno al III secolo, tra il 230 ed il 240, nel luogo in cui secondo la tradizione, alcuni abitanti di Sorrento, Marco, Quartilla, Quintino, Quintilla ed altri nove, vennero giustiziati in quanto seguaci della religione cristiana secondo le leggi imposte da Diocleziano, dove sorgeva anche un tempio pagano, di cui però non si conosce la dedicazione. Nel XVI secolo, il vescovo Lelio Brancaccio, decise di affidare la chiesa ai padri carmelitani provenienti dalla chiesa del Carmine di Napoli: il primo priore, Bartolomeo Pasca, si fece carico, grazie all'eredità ricevuta dalla madre ed alle offerte dei fedeli, di edificare una nuova chiesa, nello stesso luogo di quella precedente, che venne terminata nel 1572 e dedicata a Nostra Signora del Monte Carmelo; ad essa era anche annesso un convento. Durante il corso del XVIII secolo questa venne completamente restaurata, donandole un aspetto classico dell'epoca, in stile barocco.

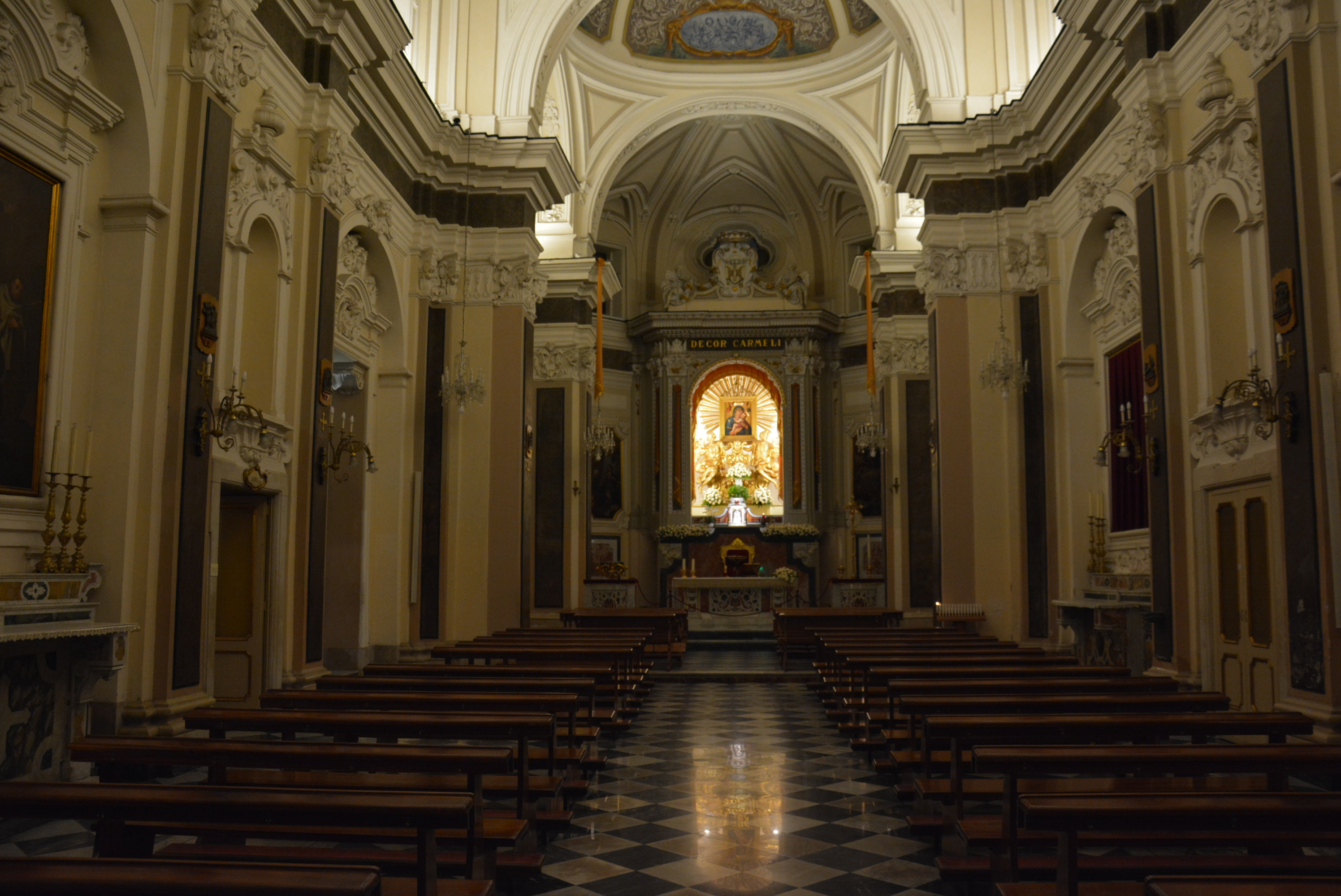
L'interno del santuario

Con l'arrivo a Napoli di Napoleone Bonaparte, i carmelitani vennero scacciati dalla città ed il complesso passò sotto il controllo del Demanio Regio ed in seguito, nel 1816, donato al comune di Sorrento; fu in questo periodo, precisamente a partire dal 1866, che grazie al riempimento del Vallone dei Mulini, per consentire la costruzione di una piazza, che la chiesa si trovò ad entrar a far parte del centro cittadino: infatti precedentemente questa si trovava poco fuori le mura, nei pressi della porta d'ingresso al paese. Restaurata nuovamente nel 1921 e poi ancora nel 1960, come ricordato da due epigrafi, tornò nuovamente ai carmelitani il 27 settembre 1936, sotto pressione del vescovo Paolo Jacuzio, che ne aveva fatto già richiesta l'11 febbraio 1929.

## Descrizione

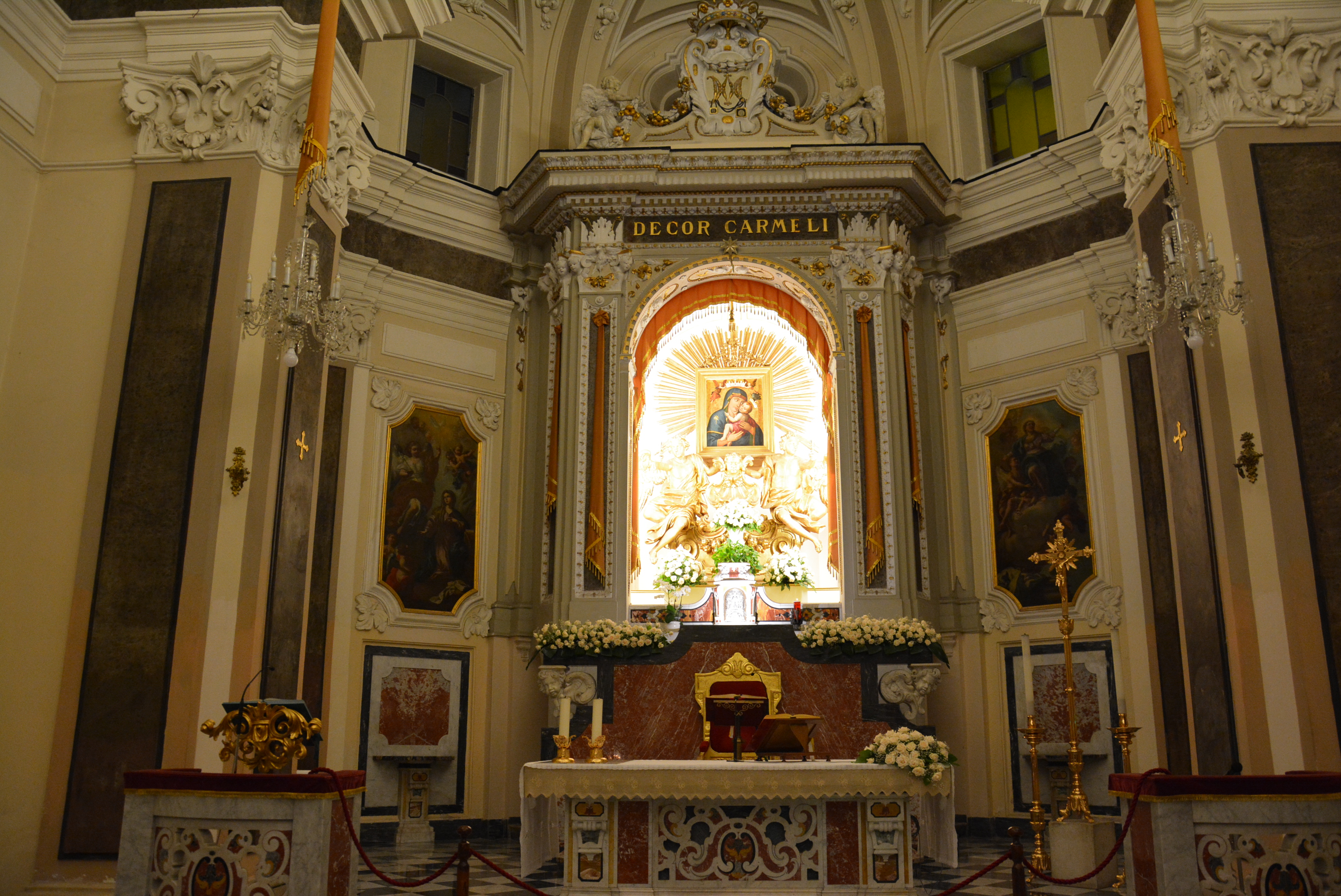
L'altare maggiore

La facciata è divisa in tre scomparti da due trabeazioni: quello inferiore presenta un ampio arco centrale, nel quale, durante lavori di restauro sono state rinvenute tracce di colonne di epoca romana, affiancato da due piccoli che consento l'accesso al nartece; lo scomparto centrale è caratterizzato da un finestrone con balaustra contornato da due finestre più piccole, mentre quello superiore termina con una croce ed è decorato con stucchi, così come gli altri due scomparti, nei quali però si aggiunge una coppia di lesene. Dal nartece due portali in piperno, unici superstiti della primitiva chiesa, a fornici quadrate, danno l'accesso all'edificio: superato il vestibolo, con due ingressi laterali, sono poste due acquasantiere recanti lo stemma della famiglia Falangola, mentre al di sopra del vestibolo, sulla cantoria è l'organo del 1975, composto da oltre settecento canne, che è andato a sostituire quello precedente del 1913.
L'interno del santuario è a navata unica: il soffitto presenta una tela di Onofrio Avellino del 1710, ritraente la Vergine che consegna lo scapolare a san Simone e tutta la scena è contornata da angeli e santi carmelitani. Lungo il lato destro si trova un ingresso secondario, una tela della Vergine con bambino e sant'Alberto e san Domenico ed una della Madonna di Pompei, entrambe custodite in piccole nicchie decorate a stucchi che in passato custodivano statue di santi, un'epigrafe sepolcrale di Nicola Falangola e Patrizio Sorrentino, due tra i principali benefattori per la costruzione della chiesa e due cappelle, entrambe con due tele del XVIII secolo, una rappresentante la Madonna e santa Maria Maddalena e sant'Andrea Corsini e l'altra la Beatificazione di santa Teresa d'Avila. Lungo il lato sinistro invece è posto un reliquiario del XVII secolo ed una cappella con all'interno due dipinti uno raffigurante la Madonna ai piedi della croce con sant'Angelo e l'altro San Francesco di Paola, opera del XVIII secolo.

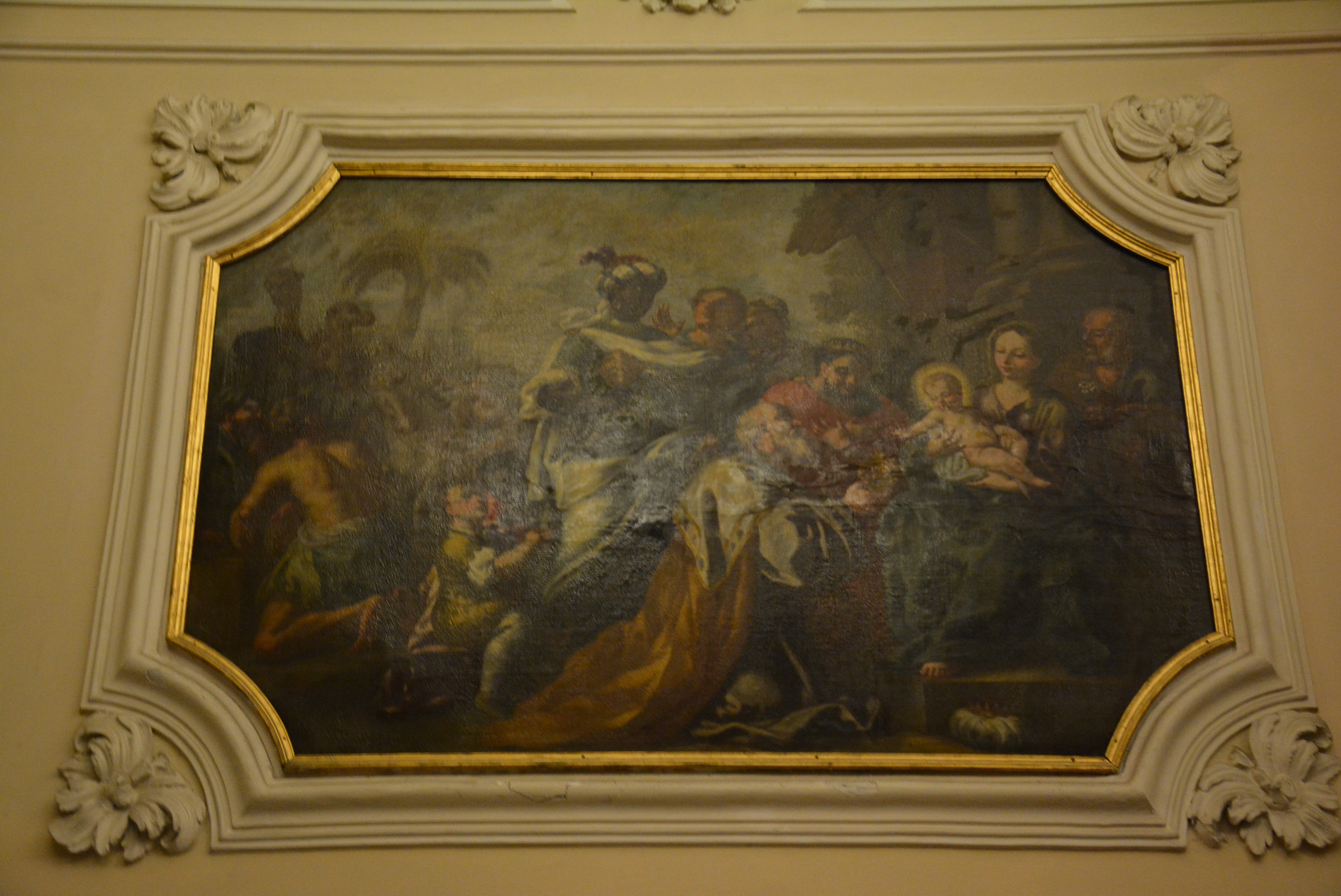
Adorazione dei Magi, opera di Giovanni Cingeri

L'altare maggiore è caratterizzato da una zona absidale dove al centro è posto il dipinto della Madonna Bruna, copia di quello esposta nella chiesa napoletana: fu eseguito nel XVI secolo, probabilmente da Silvestro Bruno, le cui opere sono rintracciabili in tutta la costiera sorrentina; questo nel corso degli anni ha subito diverse opere di restauro, in particolare quella del 1880, avvenuta in modo grossolano, ed alla fine del XX secolo, sotto la direzione della soprintendenza di Napoli, che l'ha riportato all'antico splendore: l'opera è eseguita su due tavole di pioppo, è posta in una cornice dorata ed è stata incoronata su volontà del capitolo vaticano l'11 luglio 1880, cerimonia ripetuta nel 1980, in ricordo del centenario. Ai lati del dipinto sono esposte due tele, opere di Giovanni Cingeri del 1758, ritraenti a destra l'Adorazione dei magi ed a sinistra l'Adorazione dei pastori; la zona si completa con quattro quadretti che ritraggono scene della vita della Madonna e un pannello in marmo scolpito, risalente al XVI secolo, a custodia del sepolcro di Bartolomeo Pasca. Alla sinistra dell'altare maggiore si trova la cappella dedicata ai martiri sorrentini, decorata con altare in marmo e quadro che riproduce il martirio, attribuita ad un autore ignoto del XVII secolo, oltre a due tele, una di San Giuseppe Moscati, l'altra del Beato Tito Brandsma, una statua del Sacro Cuore di Gesù ed un'altra di san Giuseppe. Esternamente alla chiesa si trova il campanile.